# Ambia chrysogramma
Ambia chrysogramma là một loài bướm đêm trong họ Crambidae.